# Fifth Third Bank
Fifth Third Bank (FITB) är en amerikansk bankkoncern tillika holdingbolag (Fifth Third Bancorp) som erbjuder olika sorters finansiella tjänster till kunder i delstaterna Florida, Georgia, Illinois, Indiana, Kentucky, Michigan, North Carolina, Ohio, Tennessee och West Virginia. De rankades 2018 som världens 424:e största publika bolag.
FITB grundades den 1 juni 1908 när Third National Bank fusionerades med Fifth National Bank och fick namnet Fifth-Third National Bank of Cincinnati. Fram till den 24 mars 1969 genomgick banken flertal förvärv av andra banker och därför genomfördes det flera namnändringar, det datumet bestämde man sig dock att banken skulle heta i fortsättningen sitt nuvarande namn.
För 2017 hade banken en omsättning på nästan $4,5 miljarder och hade en personalstyrka på 18 125 anställda. Deras huvudkontor ligger fortfarande i Cincinnati i Ohio.